# Enfants de sourds
 (décembre 2019).
Si vous disposez d'ouvrages ou d'articles de référence ou si vous connaissez des sites web de qualité traitant du thème abordé ici, merci de compléter l'article en donnant les références utiles à sa vérifiabilité et en les liant à la section « Notes et références ».
Enfants de sourds est un documentaire français réalisé par Marie-Eve Nadeau en 2013.

## Synopsis

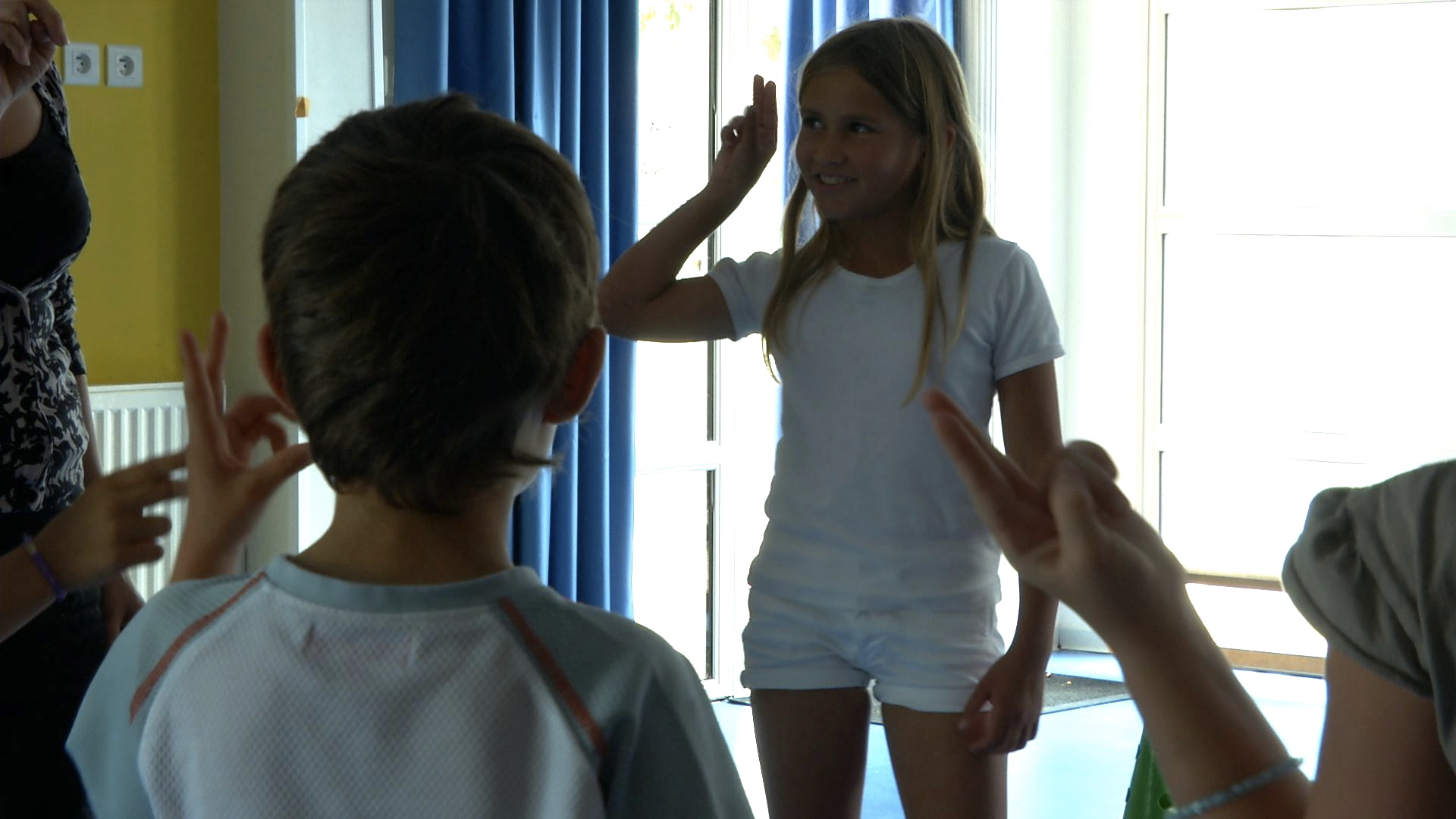

Ce documentaire jette un regard sur la vie d'enfants nés de parents sourds.
Leur rapport au langage, au son et au silence quand ils sont « entendants » mais que leurs parents ne le sont pas ou pas tous.
Comment vont-ils associer un monde sourd et une culture « entendante » ?
Comment vont-ils vivre l’exclusion et l’appartenance en étant eux-mêmes acteurs, victimes, juges et témoins des discriminations liées aux handicaps ?

## Fiche technique
- Réalisation : Marie-Eve Nadeau
- Production : Damien Odoul Films
- Images et Montage : Marie-Eve Nadeau
- Son : Frédéric Dabo, Sophie Cloutier
- Pays :  France
- Durée : 52 minutes[2]

## Festivals
- Festival des films du monde de Montréal